# São Cosme do Vale

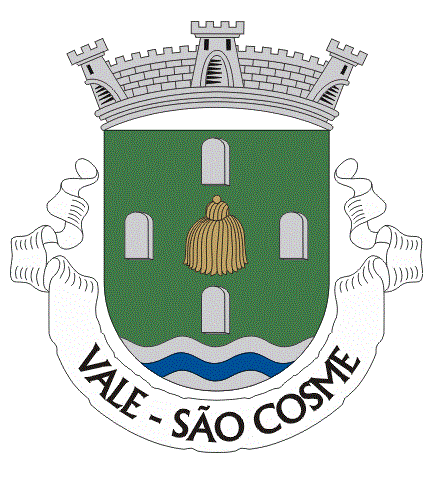
Brasão de Vale São Cosme

Vale (São Cosme) é uma antiga freguesia portuguesa do município de Vila Nova de Famalicão, com 6,31 km² de área e 3 032 habitantes (2011). A sua densidade populacional era 480,5 hab/km².
Foi unida às freguesias de Telhado e Portela, formando a União das Freguesias de Vale (São Cosme), Telhado e Portela com sede em São Cosme do Vale.

## São Cosme do Vale ou Vale (São Cosme)
Pelo Decreto de n.ª 39448 de 23 de Novembro de 1953 e a propósito da classificação dos concelhos e freguesias, passou a Vale (São Cosme), com o orago entre parêntesis, por haver uma outra freguesia homónima, caso contrário ficaria apenas "Vale", no entanto, é muito vulgar e até mais prático usar a designação São Cosme do Vale.

## População
| População da Freguesia de Vale (São Cosme) | População da Freguesia de Vale (São Cosme) | População da Freguesia de Vale (São Cosme) | População da Freguesia de Vale (São Cosme) | População da Freguesia de Vale (São Cosme) | População da Freguesia de Vale (São Cosme) | População da Freguesia de Vale (São Cosme) | População da Freguesia de Vale (São Cosme) | População da Freguesia de Vale (São Cosme) | População da Freguesia de Vale (São Cosme) | População da Freguesia de Vale (São Cosme) | População da Freguesia de Vale (São Cosme) | População da Freguesia de Vale (São Cosme) | População da Freguesia de Vale (São Cosme) | População da Freguesia de Vale (São Cosme) |
| ------------------------------------------ | ------------------------------------------ | ------------------------------------------ | ------------------------------------------ | ------------------------------------------ | ------------------------------------------ | ------------------------------------------ | ------------------------------------------ | ------------------------------------------ | ------------------------------------------ | ------------------------------------------ | ------------------------------------------ | ------------------------------------------ | ------------------------------------------ | ------------------------------------------ |
| 1864                                       | 1878                                       | 1890                                       | 1900                                       | 1911                                       | 1920                                       | 1930                                       | 1940                                       | 1950                                       | 1960                                       | 1970                                       | 1981                                       | 1991                                       | 2001                                       | 2011                                       |
| 1 005                                      | 910                                        | 909                                        | 970                                        | 1 018                                      | 1 013                                      | 907                                        | 1 354                                      | 1 568                                      | 1 969                                      | 2 315                                      | 2 610                                      | 2 989                                      | 3 054                                      | 3 032                                      |

## Personalidades ilustres
- Visconde de São Cosme do Vale e Conde de São Cosme do Vale